# Daniel Gillois
Daniel Gillois (Fontainebleau, 25 de novembro de 1899 - 28 de dezembro de 1959) foi um adestrador e oficial francês.

## Carreira
Daniel Gillois representou seu país nos Jogos Olímpicos de 1936, na qual conquistou a medalha de prata no adestramento por equipes.